# سفارة الصين في كندا
سفارة الصين في كندا هي أرفع تمثيل دبلوماسي لدولة الصين لدى كندا. تقع السفارة في أونتاريو وهي تهدف لتعزيز المصالح الصينية في كندا.

## وصلات خارجية
- الموقع الرسمي
- قائمة سفارات الصين
- قائمة السفارات في كندا